# جام قهرمانی لری اوبراین
جام قهرمانی لری اوبراین (به انگلیسی: Larry O'Brien Championship Trophy)، جایزه‌ای است که هر ساله توسط اتحادیه ملی بسکتبال به برندهٔ مسابقات فینال‌های ان‌بی‌ای اهدا می‌شود. این جام در ابتدا نام قدیمی خود، جام والتر اِی. براون را حفظ کرده بود، اما در سال ۱۹۸۴ به افتخار کمیسر سابق ان‌بی‌ای، لری اوبراین تغییر نام یافت.
این جام ۶٫۶ کیلوگرم وزن داشته و از طلای عیار ۲۴ ساخته شده‌است.